# Der Fuchs und die Frau Gevatterin

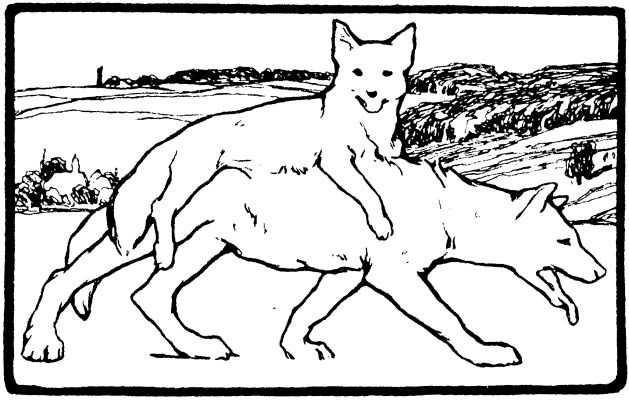
Illustration von Otto Ubbelohde, 1909

Der Fuchs und die Frau Gevatterin ist ein Tiermärchen (ATU 3*, 4). Es steht in den Kinder- und Hausmärchen der Brüder Grimm ab der 2. Auflage von 1819 an Stelle 74 (KHM 74).

## Inhalt
Die Wölfin lädt den Fuchs für ihr neugeborenes Junges zum Gevatter, weil er nahe verwandt und klug ist. Der Fuchs tut erst ehrbar und lässt es sich auf dem Fest schmecken. Dann zeigt er ihr einen Bauernhof, wo sie ein Schaf holen könne. Unter dem Vorwand, ein Huhn zu holen, macht er sich davon und ruht sich aus, bis die Wölfin wiederkommt, nachdem die Bauern sie mit Lauge übergossen haben. Er tut, als wäre er selbst verprügelt worden, und lässt sich heimtragen. Dann lacht er sie aus und springt fort.

## Herkunft
Grimms Anmerkung von 1856 notiert „Aus Deutschböhmen“ und vergleicht bei Haupt und Schmaler Nr. 6, bei Haltrich Nr. 10. Laut Heinz Rölleke brachte den Text wohl Jacob Grimm 1814 aus Wien mit.
Die Charakteristik des Fuchses als listig und verschlagen ist sehr ähnlich in KHM 72 Der Wolf und der Mensch und KHM 73 Der Wolf und der Fuchs. Der Wolf, der in bekannten Märchen wie Der Wolf und die sieben jungen Geißlein und Rotkäppchen vorkommt, ist gierig, aber auch plump und feige (Der alte Sultan, Der Wolf und der Fuchs).
Grimms Märchen enthalten eine ganze Reihe kurzer fabel- oder schwankartiger Texte, die einzelne Märchenwesen charakterisieren: Der Hund und der Sperling, Die drei Glückskinder, Der Fuchs und die Katze, Der Fuchs und die Gänse, Märchen von der Unke, Der Fuchs und das Pferd, Die Eule, Der Mond.